# Août 1992

## Événements
- 2 août : révélation sur la mise en place de camps de concentration par les Serbes en Bosnie-Herzégovine.
- 10 août : IIIe République à Madagascar, instauration du multipartisme.
- 16 août (Formule 1) : Grand Prix automobile de Hongrie.
- 21 août : Première diffusion de la série Ren et Stimpy en France, sur Canal+.
- 24 août : tuerie de l'Université Concordia à Montréal.
- 26 août
  - résolution 773 de l'ONU: établissement d'une délimitation de la frontière du Koweït avec l’Irak. Déclenchement de l'opération Southern Watch contre l'Irak.
  - attentat à l'aéroport Houari Boumediène d'Alger: 9 morts.
- 30 août (Formule 1) : Grand Prix automobile de Belgique.

## Naissances
- 2 août : Charli XCX, auteure-compositrice-interprète britannique.
- 4 août :
  - Dylan Sprouse, acteur américain;
  - Cole Sprouse, acteur américain.
- 12 août : Cara Delevingne, mannequin et actrice britannique.
- 14 août : Mister V, vidéaste, humoriste et rappeur français.
- 15 août : Marie Branser, judokate allemande et congolaise (Kinshasa).
- 16 août : Quentin Fillon Maillet, biathlète français.
- 18 août : Frances Cobain, artiste visuelle, fille de Kurt Cobain et Courtney Love.
- 20 août : Demi Lovato, actrice, danseuse, chanteuse américaine.
- 21 août : 
  - Manuel Ano, cadreur sous-marin et plongeur professionnel français.
  - RJ Mitte, acteur américain.
- 25 août : Angelica Mandy, actrice britannique.

## Décès
- 2 août : Michel Berger, chanteur français (° 28 novembre 1947).
- 4 août : František Tomášek, cardinal tchécoslovaque, archevêque de Prague (° 30 juin 1899).
- 5 août : Jeff Porcaro, batteur et cofondateur du groupe Toto (° 1er avril 1954).
- 12 août : John Cage, compositeur américain (° 5 septembre 1912).